# Luxtram
Luxtram est une société anonyme qui exploite le tramway de Luxembourg. La société est détenue par la ville de Luxembourg et le grand-duché. La société a été fondée en 2014 et reprend à partir de 2015 les attributions du GIE du même nom créé en 2007.

## Histoire
Le groupement d'intérêt économique (GIE) « Luxtram » voit le jour le 20 juin 2007, détenu à parts égales entre l'État luxembourgeois et la ville, afin de réaliser les études d'avant-projet du nouveau tramway de la capitale grand-ducale avant le dépôt du projet de loi permettant sa construction,.
Le projet est retardé en 2010 par la crise financière, il est mis en suspens jusqu'en 2014,, alors qu'il devait initialement être mis en service cette année-là. La construction de la ligne est adoptée par la Chambre des députés le 4 juin 2014, suivis dix jours plus tard par les conseillers communaux de la capitale.
Le GIE change de nom le 17 octobre 2014 et devient le GIE Tramway Luxembourg afin de laisser libre le nom pour la nouvelle société anonyme Luxtram qui est créée le 21 octobre suivant et qui est quant à elle détenue aux deux-tiers par l'État luxembourgeois et au tiers restant par la ville de Luxembourg,. La société nouvellement constituée a pour objet la planification, l'élaboration, la réalisation et l'exploitation de la ligne de tramway.
Le GIE cède officiellement le relais à la société anonyme le 1er janvier 2015, cette dernière absorbe le GIE le 15 février suivant, tandis que la construction du tramway débute.

## Organisation
La société, bien que de droit privé, est détenue par l'État luxembourgeois (60 %) et la ville de Luxembourg (40 %). Elle se composait, avant le recrutement des conducteurs, de 30 salariés, elle en compte 95 en 2018, dont 35 conducteurs,. Les syndicats demandent, début 2018, à ce que les salariés bénéficient de conditions de travail et de rémunérations semblables à celles pratiquées dans les entreprises publiques.
D'ici 2021, le nombre de conducteurs sera porté à 80 via l'embauche de 39 salariés.

### Conseil d'administration
Le conseil d'administration est composé de douze membres, huit représentant l'État et quatre représentant la ville de Luxembourg. Les statuts de l'entreprise précisent que l'État peut choisir un représentant du Fonds d'urbanisation et d'aménagement du plateau du Kirchberg et un candidat représentant la société exploitant l'aéroport de Luxembourg-Findel.
Le président de Luxtram est choisi parmi les représentants de l'État, le vice-président parmi ceux de la ville. En 2017, le président est René Biwer, de l'administration des ponts et chaussées, et le vice-président est Paul Hoffmann, de l'administration communale de la ville.
Les dix autres membres du conseil d'administration sont :
- Guy Besch, du département des transports du ministère du Développement durable et des Infrastructures ;
- Patrick Gillen, du fonds d'urbanisation et d'aménagement du plateau du Kirchberg ;
- Alex Kies, du département des transports du ministère du Développement durable et des Infrastructures ;
- Thierry Kuffer, de l'administration communale de la ville de Luxembourg ;
- Clara Muller, de la direction des finances communales du ministère de l'Intérieur ;
- Lydie Polfer, bourgmestre de la ville de Luxembourg ;
- Michelle Steichen, de l'inspection générale des finances du ministère des Finances ;
- Samantha Tanson, de l'administration communale de la ville de Luxembourg ;
- Marie-Josée Vidal, du département de l’aménagement du territoire du ministère du Développement durable et des Infrastructures ;
- Félicie Weycker, du département des transports du ministère du Développement durable et des Infrastructures.

### Direction générale

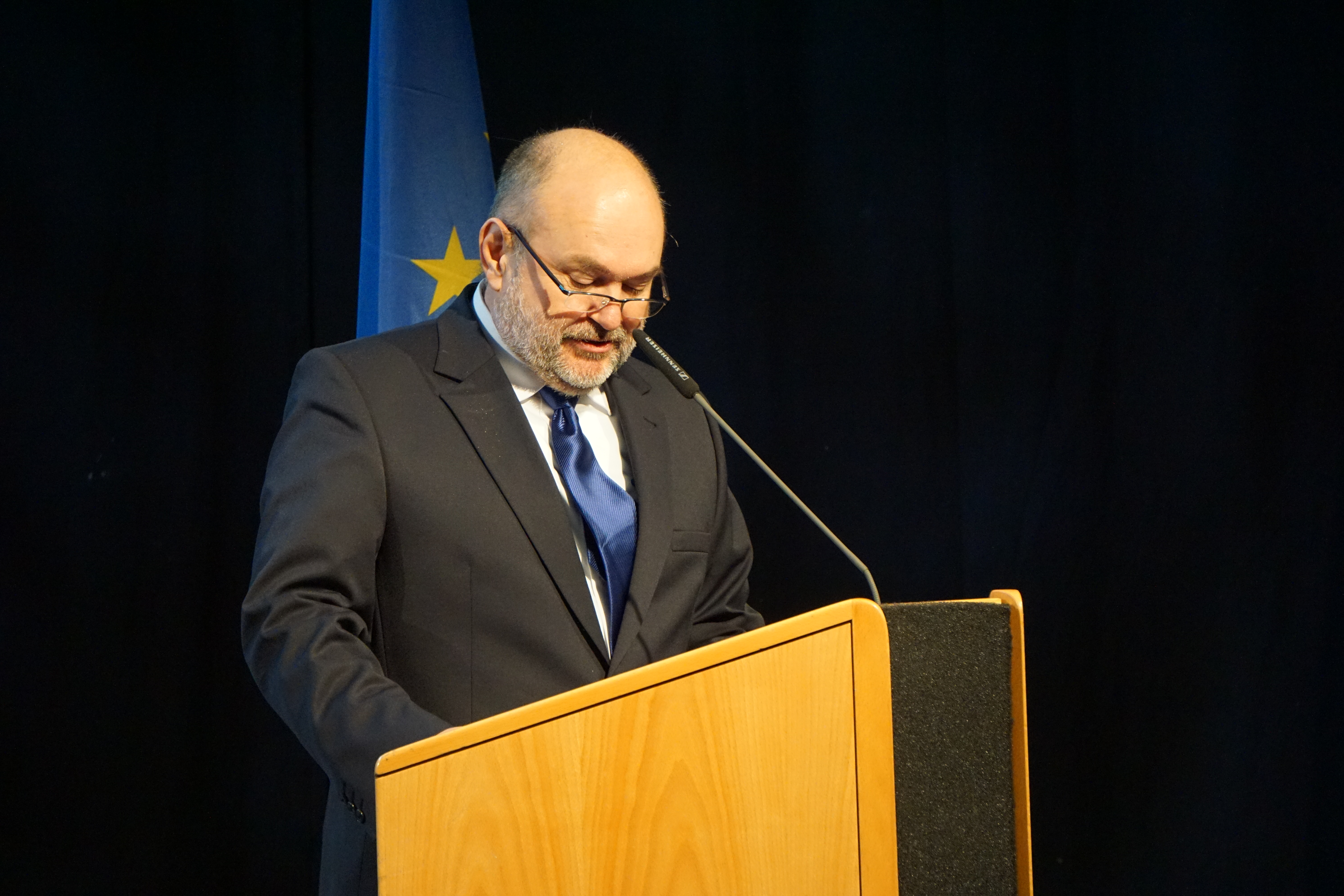
André Von der Marck, prononçant un discours pour l'inauguration du tramway le 10 décembre 2017.

La gestion quotidienne est assurée par un directeur général et ses adjoints, qui chapeautent quatre services : direction communication, direction administrative et financière, direction exploitation et direction technique et projet. En 2015, la direction générale était constituée en tout et pour tout de 16 personnes. Elle est présidée, en 2017, par André Von der Marck.

### Siège social
Initialement, le siège social de Luxtram était situé en centre-ville, au 24 avenue Émile-Reuter de façon provisoire, puis s'est installé en janvier 2017 au sein du Neien tramsschapp, le centre de remisage et de maintenance du tramway situé au 61 circuit de la Foire Internationale au Kirchberg,,.

## Données financières
La société a un capital social de six millions d'euros.
À l'issue de sa première année complète d'existence, en 2015, l'entreprise dispose de 58 336 554 € de fonds propres et a une dette de 4 204 114 €.